# EIDF 걸작선
《EIDF 걸작선》은 매월 셋째주 금요일 밤 12시 55분에 방송되었던 한국교육방송공사의 시네마 전문 텔레비전 프로그램이다.

## 기획 의도
다큐멘터리 영화제를 소개하는 시네마 전문 텔레비전 프로그램이다.

## 방송 시간
| 방송 채널 | 방송 기간                         | 방송 시간                            |
| --------- | --------------------------------- | ------------------------------------ |
| EBS 1TV   | 2019년 8월 30일 ~ 2020년 3월 20일 | 매주 금요일 새벽 1:05 ~ 무작위       |
| EBS 1TV   | 2020년 4월 3일 ~ 2020년 8월 14일  | 매주 금요일 밤 12:50 ~ 무작위        |
| EBS 1TV   | 2020년 10월 16일 ~ 현재           | 매월 셋째주 금요일 밤 12:55 ~ 무작위 |